# 12996 Claudedomingue
12996 Claudedomingue este o planetă minoră (asteroid), cu un diametru de 5,553 km, din centura de asteroizi. A fost descoperită pe 1 martie 1981 la Observatorul Siding Spring de Schelte J. Bus. 
Obiectul prezintă o orbită caracterizată de o semiaxă mare de 2,9847429 UAi, o excentricitate de 0,01, o înclinație de 10,18407 ° în raport cu ecliptica.